# Primera División Femenina de baloncesto 1980-81
La temporada 1980-81 de la Liga Femenina fue la 18.ª temporada de la liga femenina de baloncesto. Se disputó entre 1980 y 1981, culminando con la victoria de Picadero Comansi.

## Liga regular
| Pos. | Equipo                   | Pts. | PJ | G  | E | P  | GF   | GC   | Dif. | Clasificación o descenso    |
| ---- | ------------------------ | ---- | -- | -- | - | -- | ---- | ---- | ---- | --------------------------- |
| 1    | Picadero Comansi         | 57   | 20 | 19 | 0 | 1  | 1576 | 1100 | +476 | Campeón                     |
| 2    | Celta Citroën            | 51   | 20 | 17 | 0 | 3  | 1618 | 1160 | +458 |                             |
| 3    | Canoe N. C.              | 42   | 20 | 14 | 0 | 6  | 1517 | 1196 | +321 |                             |
| 4    | CD Donosti               | 34   | 20 | 11 | 1 | 8  | 1400 | 1367 | +33  |                             |
| 5    | GE Iberia                | 33   | 20 | 11 | 0 | 9  | 1491 | 1434 | +57  |                             |
| 6    | CD Complutense           | 33   | 20 | 11 | 0 | 9  | 1409 | 1313 | +96  |                             |
| 7    | La Casera Cataluña       | 27   | 20 | 9  | 0 | 11 | 1221 | 1198 | +23  |                             |
| 8    | Club Banesto             | 19   | 20 | 6  | 1 | 13 | 1339 | 1560 | −221 |                             |
| 9    | Tenerife Krystal         | 15   | 20 | 5  | 0 | 15 | 1109 | 1406 | −297 |                             |
| 10   | Universitario Valladolid | 12   | 20 | 4  | 0 | 16 | 1023 | 1399 | −376 |                             |
| 11   | Universitario Viña Tito  | 6    | 20 | 2  | 0 | 18 | 986  | 1556 | −570 | Descenso a Segunda División |

 Fuente: BRD

## Postemporada
- Campeonas de la Primera División Femenina 1980-81: Picadero Comansi (5º título).
- Campeonas de la Copa de la Reina 1980-81: Celta Citroën (1er título).
- Clasificadas para Copa de Europa de Campeonas 1981-82: Picadero Comansi.
- Clasificadas para Copa Ronchetti 1981-82: CD Donosti (tras renuncias).
- Descendidas a Segunda División:  Universitario Viña Tito.
- Ascendidas de Segunda División:  Hispano Francés y CIBES Peter Pan.